# Zbojné
Zbojné je obec na Slovensku v okrese Medzilaborce, která vznikla roku 1960 sloučením Nižného a Vyšného Zbojného. Žije zde 162 obyvatel. Ve Zbojném žijí převážně Rusíni řeckokatolického vyznání.

## Poloha
Obec Zbojné se nachází v severovýchodní části Slovenska, leží v Papínské brázdě Laborecké vrchoviny a v údolí řeky Výrava. V severní části jsou Nízké Beskydy, Chráněná krajinná oblast Východní Karpaty a v západní části Laborecká vrchovina v nadmořské výšce nad 265 metrů, 22 km jihovýchodně od Medzilaboců. Do roku 1918 obě obce administrativně patřily do Zemplínské stolice.
Obec se skládá z části Nižné Zbojné, Vyšné Zbojné a Polesí (Hájenka).
Přes obec protéká řeka Výrava s přítoky potoků Hluboký, Černinský a Volový.
Severně od obce Zbojné je v údolí Výravy přehradní jezero, které bylo původně po 2. světové válce postaveno jako nádrž pro vodní elektrárnu. V 60. letech 20. stol. došlo k protržení hráze, poškození elektrárny a zaplavení obce. V roce 1968 došlo k odstranění elektrárny a k částečné opravě hráze.

## Historie

### Nižné Zbojné
Předpokládá se, že obec Nižné Zbojné založil šoltýs s valašskými usedlíky kolem roku 1100. V části obce Husjaše (slovenský Husací) se nachází hraniční kámen Kyjevské Rusi. Základem obce Nižné Zbojné byl kopec Hrun (slovenský Grúň) s kruhovým valem usedlosti a cestou kolem šoltýské usedlosti se studnou ve středu. Usedlost sloužila jako pevnost se třemi vstupními cestami a dříve asi jako hradiště. Tato část obce byla opuštěna až v 80. letech 20. století. O obci je první písemný doklad z roku 1479.
Nižné Zbojné patřilo šlechticům Drugetovým jako majetková součást jejich humenského panství. V roce 1600 tam bylo 12 poddanských domů a jeden nebo dva domy šoltysů. V 17. století tam došlo k výrazným změnám v počtu obyvatel a domů. V letech 1715 a 1720 v obci Nižné Zbojné hospodařilo postupně 5 a 6 poddanských domácností. V roce 1828 bylo 33 domů a 246 obyvatel.

### Vyšné Zbojné
Obec Vyšné Zbojné založil šoltys s rolnickými usedlíky kolem roku 1400. Základem obce Vyšné Zbojné bylo úpatí kopce Dúbrova (Slovenská Dúbrava), kde byl dřevěný chrám a dřevěné usedlosti. Usedlost vícekrát vyhořela a zbyly jen kamenné základy a jeden kamenný dům. Nejstarší doklad o vesnici je z roku 1463, kdy patřila zamanům ze Zbudzy. Kolem roku 1600 tam žily jen šoltyské domácnosti. Později se tam usadily i poddanské rodiny. V roce 1715 ve Vyšném Zbojném hospodařilo 12 poddanských domácností, v roce 1720 jen 8 domácností, v roce 1828 zde bylo 47 domů a 359 obyvatel.
Obyvatelé se v minulosti zabývali tradičním zemědělstvím, chovem dobytka, dřevorubectvím a povoznictvím. V obci byl kamenolom, kde se těžil kámen na stavby usedlostí, kurie, chrámu a školy a mlýn.

### 1. světová válka
V 1. světové válce Rusové zastavili frontu nad obcí Zbojné. V této oblasti začaly urputné boje muže proti muži. Na jaře roku 1915 z Výravy útočila ruská vojska, z Valentovců a Zbojného rakousko-uherské a německé vojsko. Údajně tam padlo na obou stranách 8000 vojáků.

### 2. světová válka
Během 2. světové války na podzim roku 1943 byla v lesích okolo Bystré založena první partyzánská skupina na Slovensku – Pugačev, složená ze zajatců.

## Pamětihodnosti
- V soupisu památek a dominantou obce je chrám sv. Mikuláše Biskupa – řeckokatolický chrám barokně-klasicistního stylu, který byl postaven v roce 1788. Hlavní oltář s přestavěným ikonostasem z první poloviny 19. století, který byl částečně doplněný roku 1858.
- Mezi nejstarší usedlosti obce patří dům číslo 3 (zbytek kurie).
- Rod Škodů zde vlastnil značnou část lesů a širokého okolí. Z Pytlova přes Vrh byla postavena cesta Krivule na hranici obce Zbojné a Valentovce, kde v 19. století dal Škoda postavit velký zděný patrový lovecký zámeček (jagdschloss), nazývaný kaštel – byl zničen během bojů v 1. světové válce.
- Nedaleko zřícenin zámečku na hranici obci Zbojné, Valentovce a Výrava je vojenský hřbitov pro rakousko-uherská vojska, nacházejí se tam i další hřbitovy směrem na Výravu a Krásný Brod. Hřbitov pro německá vojska se nachází v katastrálním území obce část Kút-Hrabiny. Padlí ruští vojáci byli pohřbeni na obecním hřbitově, velká část byla převezena do Osadného.
- Mezi další památky na rod Škodů patří dřevěná myslivecká chata Milena s rybníkem a vysazenými sibiřskými borovicemi na hřebenu Kudrovce na hranici obci Zbojné a Svetlice.
- Na přelomu 19. a 20. století byl vybudován samospádový vodovod v katastrálním území Bystré, který zásoboval vodou policejní kasárny (zničené po 2. světové válce) a sídlo správy Škodových lesů s velkou ovocnou zahradou a rybníkem.
- Pamětní tabule na obecním domě za účast ve 2. světové válce.